# 1080i
1080i és l'abreviatura utilitzada per a anomenar un tipus de senyal de vídeo obtingut a través de l'exploració entrellaçada i (de l'anglès interlaced) d'una escena, respecte al número 1080 representa la quantitat de línies escombrades en un fotograma que representen la resolució espacial vertical.

## Especificacions
És un format per a relacions d'aspecte majors a la 4:3, que es refereix a la panoràmica de 16:9 la qual cosa imposa que les 1080 línies de resolució espacial vertical estiguin compostes de 1920 píxels de resolució espacial horitzontal, que dona com a resultat un total de poc més de 2 milions de píxels.

## Freqüència
Els valors típics d'imatges per segon, que s'indica a la dreta de la "i", són els de 25 Hz (1080i25) per PAL i SECAM, i de 30 Hz o fps (1080i30) per NTSC. Ambdós poden ser transmeses per DVB i l'ATSC, que són la majoria d'estàndards de televisió digital.

## Aplicacions
És considerat un sistema de televisió d'Alta Definició, ja que utilitza com a mínim el doble de línies que qualsevol sistema de televisió convencional, fet que permet que un espectador es pugui apropar més al monitor. Però per a poder notar correctament els canvis s'ha d'augmentar l'angle de visió vertical i, a més si s'utilitza una relació d'aspecte més panoràmica (respecte a la de la televisió convencional de 4:3), la 16:9, també augmentarem l'angle de visió horitzontal. Tot plegat fa que cobreixi la zona on es concentra gran part de les dades que capta el Sistema Visual Humà i, per tant, aquest s'hi adapti millor.

## Comparació entre 1080i i 1080p
El format 1080 va ser creat originàriament com a format entrellaçat. La diferència bàsica entre 1080i i 1080p rau bàsicament en el mètode d'adquisició si és entrellaçat o no i la quantitat d'imatges per segon de cada cas.

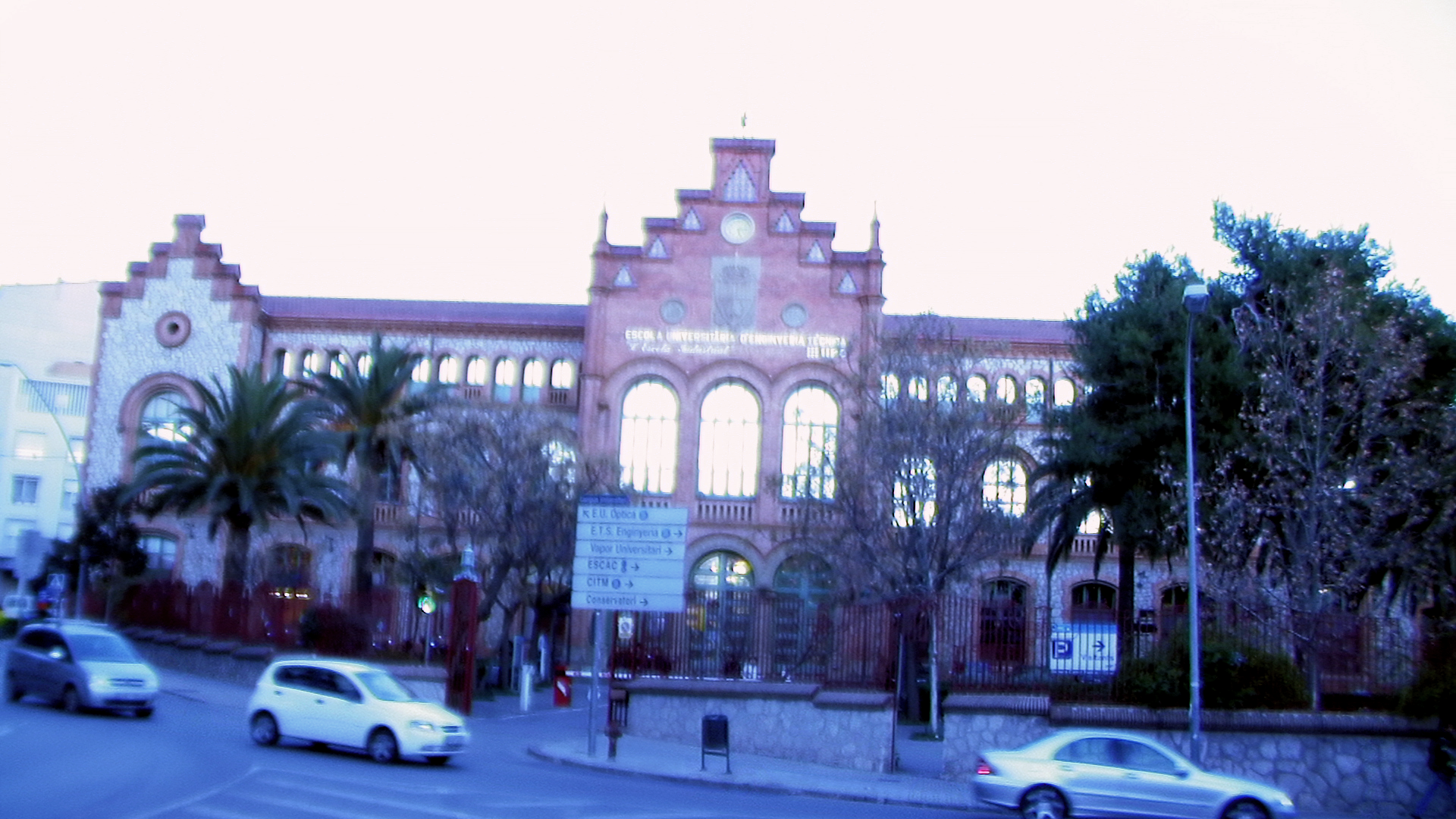
Quadre adquirit a 1080p

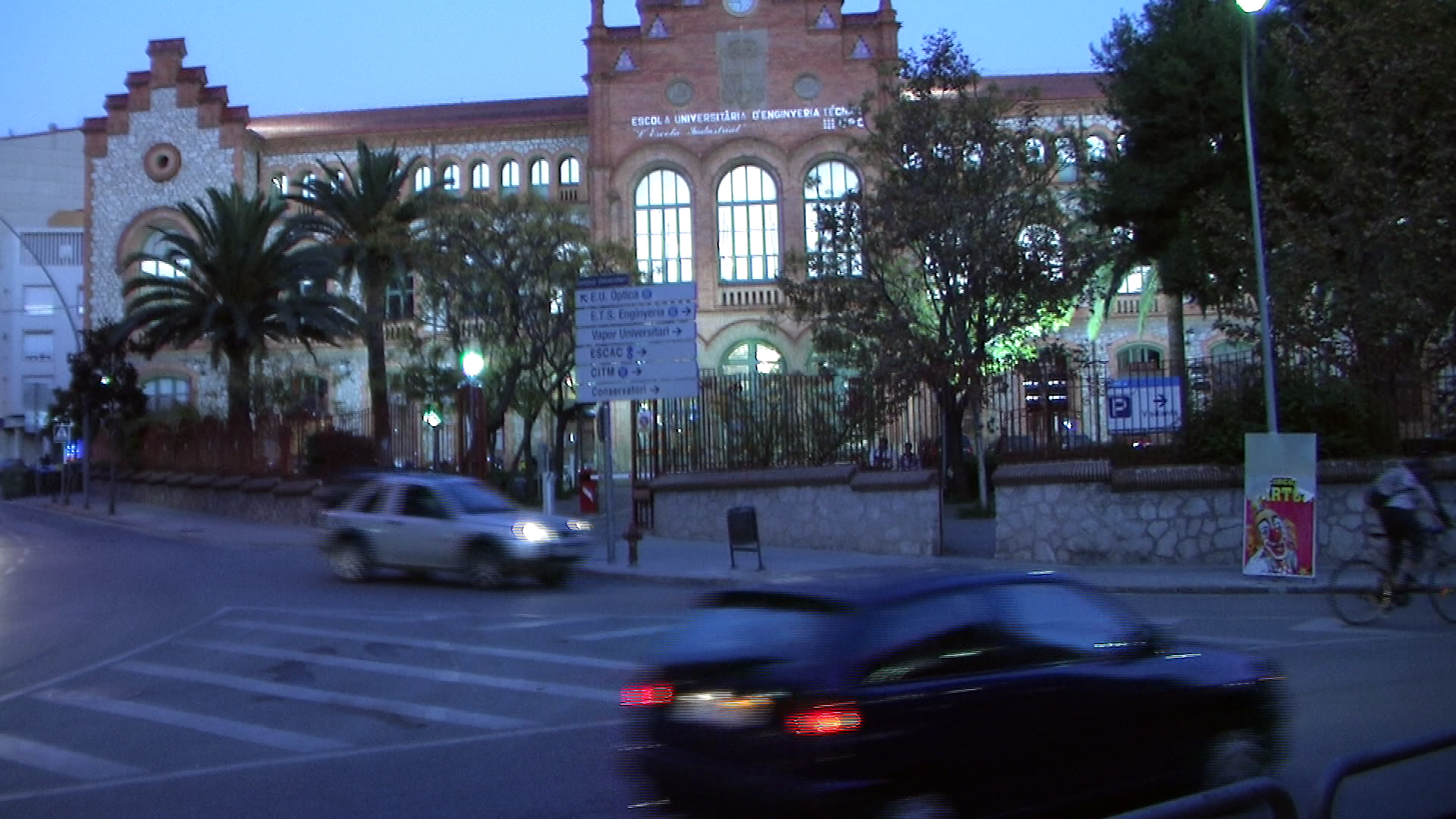
Captura d'un quadre d'un vídeo adquirit a 1080i

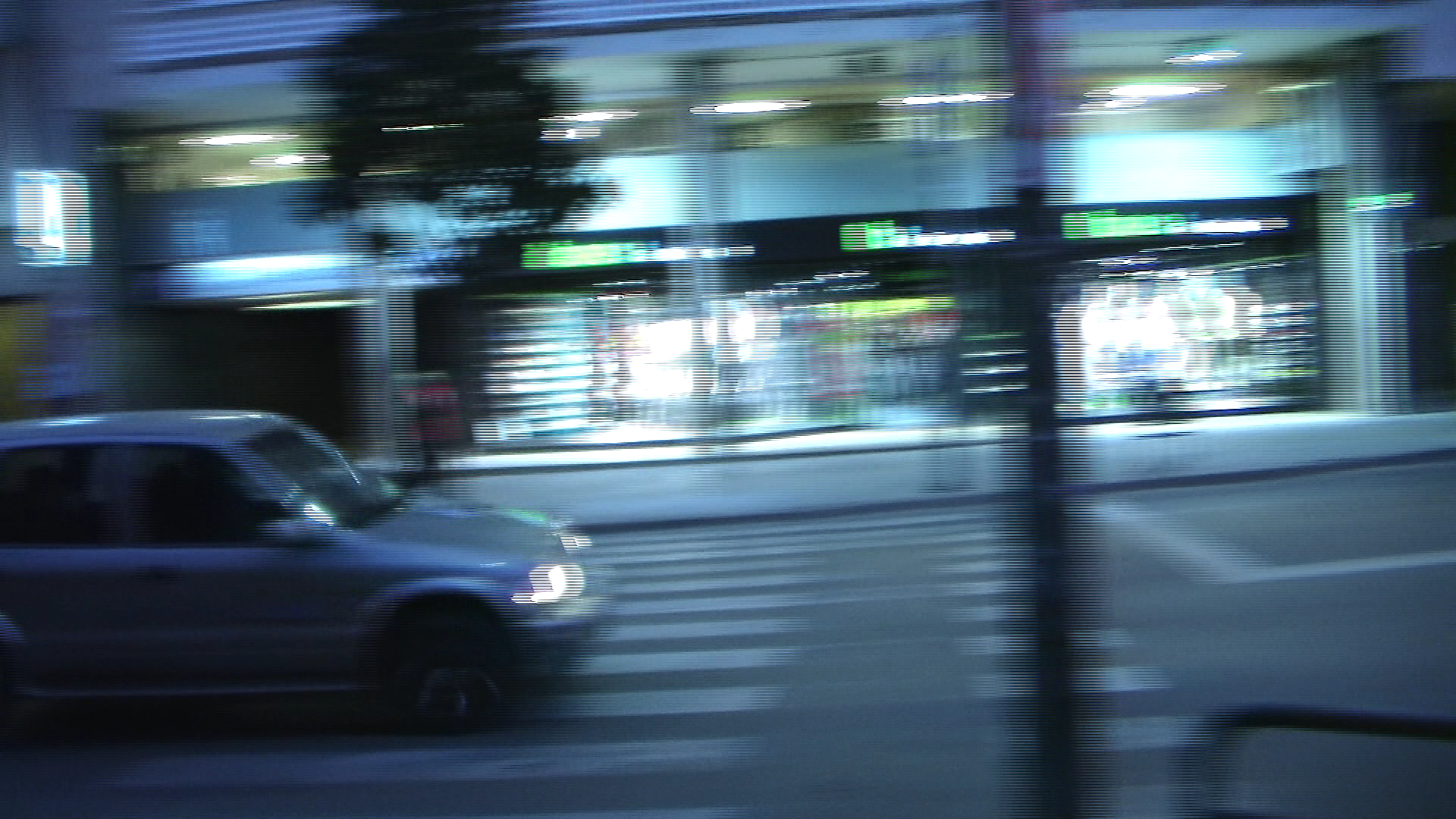
Captura d'un quadre d'un vídeo adquirit a 1080i

El format 1080i (utilitzant el mateix amplada de banda que 1080), a causa del format entrellaçat, té dues vegades la freqüència de mostratge (imatges per segon) de 1080p però la meitat de resolució que aquest últim. El format 1080i, visualitzat per l'ull humà pot semblar tenir la mateixa resolució que el 1080p però s'observa molt parpelleig. El 1080 progressiu és molt útil per transmetre esports i tota mena de moviments ràpids i, en canvi, l'entrellaçat és útil per imatges i escenes força estàtiques. El cas de 1080i tindria una resolució final de dues imatges de 1920x540 que combinant els camps parell i senar formarien la imatge sencera.
Les dues imatges de la dreta corresponen a dos quadre d'un vídeo adquirit en alta resolució, en el format 1080i.
Es pot observar, una vegada ampliada, que allà on hi havia canvis bruscos de moviment es produeix l'efecte pinta, ja que es tractava d'un senyal vídeo adquirit a 1080 entrellaçadament (els camps parells i senars no estan correlacionats) i reproduït per un dispositiu progressiu.
La imatge de l'esquerra correspon a un quadre capturat a 1080p, per tant, es pot observar correctament, sense cap tipus d'efecte pinta, els moviments bruscos o ràpids.
Prement damunt de les imatges es pot veure amb la resolució de 1920x1080 (mida original d'adquisició).

## Resolucions comunes

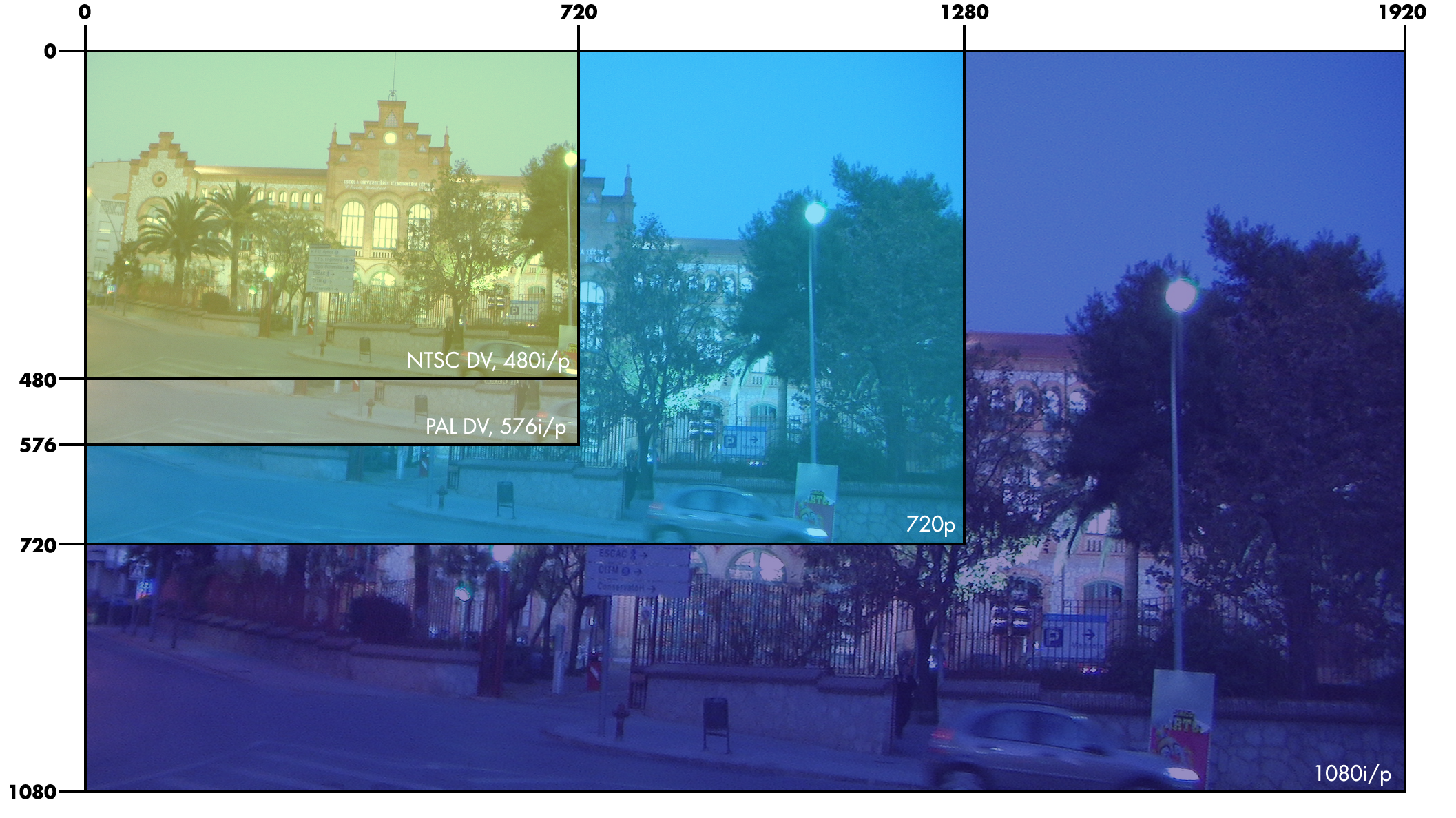
Comparació entre diferents tipus de resolucions